# Liberland
45°46′N 18°52′Ø / 45.767°N 18.867°Ø
Liberland, officielt Den frie Republik Liberland (tjekkisk: Svobodná republika Liberland, engelsk: Free Republic of Liberland) er en selvproklameret mikronation, der gør krav på et ubeboet område på vestsiden af Donau, mellem Kroatien og Serbien, som deler landegrænse mellem disse. Området var, inden der blev gjort krav på det et ingenmandsland (Terra nullius). Mikronationen blev udråbt den 13. april 2015 af tjekken Vít Jedlička.
Den officielle hjemmeside for Liberland hævder, at nationen kunne oprettes på grund af den pågående grænsedisput mellem Kroatien og Serbien.